# Campionati asiatici di atletica leggera 2023
I XXV campionati asiatici di atletica leggera si sono svolti a Bangkok, in Thailandia, dal 12 al 16 luglio 2023 presso il National Stadium. Gli atleti hanno gareggiato in 45 specialità: 22 maschili, 22 femminili e una mista.

## Nazioni partecipanti
Prendono parte a questi campionati 42 paesi membri della Asian Athletics Association.
- Bangladesh (5)
- Bhutan
- Brunei
- Cambogia
- Cina
- Taipei cinese
- Hong Kong (20)
- Indonesia
- India (54)
- Iran
- Iraq
- Giappone
- Giordania
- Kazakistan

- Kirghizistan
- Kuwait
- Laos
- Libano
- Macao
- Malaysia
- Maldive
- Birmania
- Mongolia
- Nepal
- Oman
- Pakistan
- Palestina
- Filippine

- Qatar
- Arabia Saudita
- Singapore (18)
- Corea del Sud
- Sri Lanka (13)
- Tagikistan
- Thailandia (50)
- Timor Est
- Turkmenistan
- Emirati Arabi Uniti
- Uzbekistan
- Vietnam (16)
- Yemen

## Risultati

### Uomini
| Specialità | Oro                                                                           | Prestazione | Argento                                                                 | Prestazione | Bronzo                                                                         | Prestazione |
| Corse piane |                                                                               |             |                                                                         |             |                                                                                |             |
| 100 m piani | Hiroki Yanagita                                                               | 10"02       | Abdullah Abkar Mohammed                                                 | 10"19       | Hassan Taftian                                                                 | 10"23       |
| 200 m piani | Towa Uzawa                                                                    | 20"23       | Yang Chun-Han                                                           | 20"48       | Koki Ueyama                                                                    | 20"53       |
| 400 m piani | Kentaro Sato                                                                  | 45"00       | Fuga Sato                                                               | 45"13       | Youssef Ahmed Masrahi                                                          | 45"19       |
| 800 m piani | Abubaker Haydar Abdalla                                                       | 1'45"53     | Krishan Kumar                                                           | 1'45"88     | Ebrahim Alzofairi                                                              | 1'46"11     |
| 1 500 m piani | Ajay Kumar Saroj                                                              | 3'41"51     | Yusuke Takahashi                                                        | 3'42"04     | Liu Dezhu                                                                      | 3'42"30     |
| 5 000 m piani | Hyuga Endo                                                                    | 13'34"94    | Kazuya Shiojiri                                                         | 13'43"92    | Gulveer Singh                                                                  | 13'48"33    |
| 10 000 m piani | Ren Tazawa                                                                    | 29'18"44    | Shadrack Kimutai Koech                                                  | 29'31"63    | Abhishek Pal                                                                   | 29'33"26    |
| Corse a ostacoli |                                                                               |             |                                                                         |             |                                                                                |             |
| 110 m ostacoli | Shunya Takayama                                                               | 13"29       | Xu Zhuoyi                                                               | 13"39       | Yaqoub Al-Youha                                                                | 13"56       |
| 400 m ostacoli | Bassem Hemeida                                                                | 48"64       | Yusaku Kodama                                                           | 48"96       | Santhosh Kumar Tamilarasan                                                     | 49"09       |
| 3 000 m siepi | Ryoma Aoki                                                                    | 8'34"91     | Yaser Salem Bagharab                                                    | 8'37"11     | Seiya Sunada                                                                   | 8'39"17     |
| Salti |                                                                               |             |                                                                         |             |                                                                                |             |
| Salto in alto | Woo Sang-hyeok                                                                | 2,28 m      | Sarvesh Anil Kushare                                                    | 2,26 m      | Tawan Kaewkam                                                                  | 2,26 m      |
| Salto con l'asta | Ernest John Obiena                                                            | 5,91 m      | Hussein Assem Al Hizam                                                  | 5,56 m      | Huang Bokai                                                                    | 5,51 m      |
| Salto in lungo | Lin Yu-Tang                                                                   | 8,40 m      | Murali Sreeshankar                                                      | 8,37 m      | Zhang Mingkun                                                                  | 8,08 m      |
| Salto triplo | Abdulla Narangolintevida                                                      | 16,92 m     | Hikaru Ikehata                                                          | 16,73 m     | Kim Jang-woo                                                                   | 16,59 m     |
| Lanci |                                                                               |             |                                                                         |             |                                                                                |             |
| Getto del peso | Tajinderpal Singh Toor                                                        | 20,23 m     | Mehdi Saberi                                                            | 19,98 m     | Ivan Ivanov                                                                    | 19,87 m     |
| Lancio del disco | Tuergong Abuduaini                                                            | 61,19 m     | Essa Al Zenkawi                                                         | 60,23 m     | Muhammad Irfan Shamsuddin                                                      | 59,63 m     |
| Lancio del martello | Wang Qi                                                                       | 72,13 m     | Sukhrob Khodjaev                                                        | 71,83 m     | Shota Fukuda                                                                   | 71,80 m     |
| Lancio del giavellotto | Roderick Genki Dean                                                           | 83,15 m     | DP Manu                                                                 | 81,01 m     | Muhammad Yasir                                                                 | 79,93 m     |
| Prove multiple |                                                                               |             |                                                                         |             |                                                                                |             |
| Decathlon | Yuma Maruyama                                                                 | 7745 p.     | Suttisak Singkhon                                                       | 7626 p.     | Tejaswin Shankar                                                               | 7527 p.     |
| Prove su strada |                                                                               |             |                                                                         |             |                                                                                |             |
| Marcia 20 km | Yutaro Murayama                                                               | 1h24'40"    | Wang Kaihua                                                             | 1h25'29"    | Vikash Singh                                                                   | 1h29'32"    |
| Staffette |                                                                               |             |                                                                         |             |                                                                                |             |
| 4×100 m | Thailandia Natawat Iamudom Soraoat Dabbang Chayut Khongprasit Puripol Boonson | 38"55       | Cina Wu Zhiqiang Xie Zhenye Chen Jiapeng Chen Guanfeng                  | 38"87       | Corea del Sud Lee Simon Ko Seunghwan Shin Minkyu Park Won-jin                  | 38"99       |
| 4×400 m | Sri Lanka Aruna Dharshana Rajitha Niranjan Pabasara Niku Kalinga Kumarage     | 3'01"56     | India Amoj Jacob Muhammed Ajmal Variyathodi Chacko Kurian Rajesh Ramesh | 3'01"80     | Qatar Bassem Hemeida Abubaker Haydar Abdalla Ismail Doudai Abakar Hussen Osman | 3'04"26     |
| record mondiale; record mondiale stagionale; record asiatico; record dei campionati; record nazionale; record personale; record personale stagionale. |                                                                               |             |                                                                         |             |                                                                                |             |

### Donne
| Specialità | Oro                                                                          | Prestazione | Argento                                                                              | Prestazione | Bronzo                                                                                   | Prestazione |
| Corse piane |                                                                              |             |                                                                                      |             |                                                                                          |             |
| 100 m piani | Shanti Pereira                                                               | 11"20       | Farzaneh Fasihi                                                                      | 11"39       | Ge Manqi                                                                                 | 11"40       |
| 200 m piani | Shanti Pereira                                                               | 22"70       | Jyothi Yarraji                                                                       | 23"13       | Li Yuting                                                                                | 23"25       |
| 400 m piani | Nadeesha Ramanayake                                                          | 52"61       | Farida Soliyeva                                                                      | 52"95       | Aishwarya Kailash Mishra                                                                 | 53"07       |
| 800 m piani | Tharushi Dissanayaka                                                         | 2'00"66     | KM Chanda                                                                            | 2'01"58 =   | Gayanthika Artigala                                                                      | 2'03"25     |
| 1 500 m piani | Nozomi Tanaka                                                                | 4'06"75     | Yume Goto                                                                            | 4'13"25     | Gayanthika Artigala                                                                      | 4'14"39     |
| 5 000 m piani | Yuma Yamamoto                                                                | 15'51"16    | Parul Chaudhary                                                                      | 15'52"35    | KM Ankita                                                                                | 16'03"33    |
| 10 000 m piani | Haruka Kokai                                                                 | 32'59"36    | Momoka Kawaguchi                                                                     | 33'18"72    | Munkhazaya Bayartsogt                                                                    | 33'24"79    |
| Corse a ostacoli |                                                                              |             |                                                                                      |             |                                                                                          |             |
| 100 m ostacoli | Jyothi Yarraji                                                               | 13"09       | Asuka Terada                                                                         | 13"13       | Masumi Aoki                                                                              | 13"26       |
| 400 m ostacoli | Robyn Brown                                                                  | 57"50       | Eri Utsunomiya                                                                       | 57"73       | Ami Yamamoto                                                                             | 57"80       |
| 3 000 m siepi | Parul Chaudhary                                                              | 9'38"76     | Xu Shuangshuang                                                                      | 9'44"54     | Reimi Yoshimura                                                                          | 9'48"48     |
| Salti |                                                                              |             |                                                                                      |             |                                                                                          |             |
| Salto in alto | Kristina Ovchinnikova                                                        | 1,86 m      | Elizaveta Matveeva                                                                   | 1,86 m      | Svetlana Radzivil                                                                        | 1,83 m      |
| Salto con l'asta | Li Ling                                                                      | 4,66 m =    | Niu Chunge                                                                           | 4,51 m      | Chayanisa Chomchuendee                                                                   | 4,10 m      |
| Salto in lungo | Sumire Hata                                                                  | 6,97 m      | Shaili Singh                                                                         | 6,54 m      | Zhong Jiawei                                                                             | 6,46 m      |
| Salto triplo | Mariko Morimoto                                                              | 14,06 m     | Zeng Rui                                                                             | 14,01 m     | Nguyen Thi Huong                                                                         | 13,68 m     |
| Lanci |                                                                              |             |                                                                                      |             |                                                                                          |             |
| Getto del peso | Song Jiayuan                                                                 | 18,88 m     | Abha Khatua                                                                          | 18,06 m     | Manpreet Kaur                                                                            | 17,00 m     |
| Lancio del disco | Feng Bin                                                                     | 66,42 m     | Wang Fang                                                                            | 58,49 m     | Subenrat Insaeng                                                                         | 55,80 m     |
| Lancio del martello | Zhao Jie                                                                     | 69,39 m     | Joy McArthur                                                                         | 66,56 m     | Raika Murakami                                                                           | 64,17 m     |
| Lancio del giavellotto | Marina Saito                                                                 | 61,67 m     | Shiyinh Liu                                                                          | 61,51 m     | Dilhani Lekamge                                                                          | 60,93 m     |
| Prove multiple |                                                                              |             |                                                                                      |             |                                                                                          |             |
| Eptathlon | Ekaterina Voronina                                                           | 6098 p.     | Swapna Barman                                                                        | 5840 p.     | Yuki Yamasaki                                                                            | 5696 p.     |
| Prove su strada |                                                                              |             |                                                                                      |             |                                                                                          |             |
| Marcia 20 km | Yang Liujing                                                                 | 1h32'37"    | Priyanka Goswami                                                                     | 1h34'24"    | Yukiko Umeno                                                                             | 1h36'17"    |
| Staffette |                                                                              |             |                                                                                      |             |                                                                                          |             |
| 4×100 m | Cina Liang Xiaojing Wei Yongli Yuan Qiqi Ge Manqi                            | 43"35       | Giappone Miu Kurashige Arise Kimishima Remi Tsuruta Midori Mikase                    | 43"95       | Thailandia Supawan Thipat Supanich Poolkerd On-Uma Chattha Athicha Petchakul             | 44"56       |
| 4×400 m | Vietnam Nguyen Thi Ngoc Minh Hanh Hoang Thi Nguyen Thi Huyen Nguyen Thi Hang | 3'32"26     | Sri Lanka Nadeesha Ramanayake Lakshima Mendis Fernando Harshani Tharushi Dissanayaka | 3'33"27     | India Rezoana Mallick Heena Aishwarya Kailash Mishra Jyothika Sri Dandi Subha Vankatesan | 3'33"73     |
| record mondiale; record mondiale stagionale; record asiatico; record dei campionati; record nazionale; record personale; record personale stagionale. |                                                                              |             |                                                                                      |             |                                                                                          |             |

### Misti
| Specialità | Oro                                                                      | Prestazione | Argento                                                                             | Prestazione | Bronzo                                                             | Prestazione |
| 4×400 m | India Rajesh Ramesh Aishwarya Kailash Mishra Amoj Jacob Subha Venkatesan | 3'14"70     | Sri Lanka Aruna Dharshana Tharushi Dissanayaka Kalinga Kumarage Nadeesha Ramanayake | 3'15"41     | Giappone Kenki Imaizumi Haruna Kuboyama Fuga Sato Nanako Matsumoto | 3'15"71     |
| record mondiale; record mondiale stagionale; record asiatico; record dei campionati; record nazionale; record personale; record personale stagionale. |                                                                          |             |                                                                                     |             |                                                                    |             |

## Medagliere
Legenda
     Paese ospitante
| Posiz. | Nazione        | Oro | Argento | Bronzo | Totale |
| ------ | -------------- | --- | ------- | ------ | ------ |
| 1      | Giappone       | 16  | 11      | 10     | 37     |
| 2      | Cina           | 8   | 8       | 6      | 22     |
| 3      | India          | 6   | 12      | 9      | 27     |
| 4      | Sri Lanka      | 4   | 2       | 3      | 9      |
| 5      | Qatar          | 2   | 1       | 1      | 4      |
| 6      | Filippine      | 2   | 0       | 0      | 2      |
| 6      | Singapore      | 2   | 0       | 0      | 2      |
| 8      | Kazakistan     | 1   | 2       | 1      | 4      |
| 8      | Uzbekistan     | 1   | 2       | 1      | 4      |
| 10     | Thailandia     | 1   | 1       | 4      | 6      |
| 11     | Taipei cinese  | 1   | 1       | 0      | 2      |
| 12     | Corea del Sud  | 1   | 0       | 2      | 3      |
| 13     | Arabia Saudita | 0   | 2       | 1      | 3      |
| 13     | Iran           | 0   | 2       | 1      | 3      |
| 15     | Kuwait         | 0   | 1       | 2      | 3      |
| 16     | Malaysia       | 0   | 0       | 1      | 1      |
| 16     | Mongolia       | 0   | 0       | 1      | 1      |
| 16     | Pakistan       | 0   | 0       | 1      | 1      |
| 16     | Vietnam        | 0   | 0       | 1      | 1      |
| Totale | Totale         | 45  | 45      | 45     | 135    |